# ベイ州
ベイ州（ベイしゅう、ソマリ語: Baay, Bay　バイ、アラビア語: باي、英語: Bay）は、ソマリアの旧行政区画のひとつ。州都はバイドア。

## 概要
ソマリアの旧行政区画では唯一インド洋と他国（との国境）に接しておらず、周囲はすべて他州（旧行政区画）に囲まれている。接している州（旧行政区画）は北から時計回りにバコール、下部シェベリ、中部ジュバ、ゲドの4つではあるが、北東部に位置するヒーラーンも含める場合もある。人口は約79万人（2014年推定）で、18つある旧行政区画の中では4番目とかなり多いほうである。

## 歴史
ソマリア内戦勃発後、州都バイドアは統一ソマリ会議、ラハンウェイン抵抗軍（2002年に独立宣言、南西ソマリアを名乗る）、ソマリア暫定連邦政府、アル・シャバブと支配勢力が変わっており、バイドア以外の州域でもイスラム法廷会議などが支配下に置いたこともある。

近年ではソマリア連邦政府及びエチオピア連合軍が州都バイドアをアル・シャバブから奪還しており、2014年にはソマリア連邦政府側として再建された南西ソマリア自治政府の領域にベイ州は組み込まれた。

## 隣接州
- バコール州
- 下部シェベリ州
- 中部ジュバ州
- ゲド州

## 下位区分
ベイ州には3つの地区（県、District）が置かれている。人口値は2005年推定。
- バイドア地区（英語版）：227,761人
- Burhakaba District：125,616人
- ディンソール地区（英語版）：75,769人
- Qasahdhere District：98,714人

## 主要都市
- バイドア（Baidoa, Baydhabo）
- ディンソール（Dinsor）
- レーゴ (Leego)
- Burhakaba
- Berdale
- Alol Lamma Gad
- Awdiinle
- Buur Heybe
- El Gadud
- Goobo
- Goof Abaaley
- Qansahdhere
- Yaaq